# Jägerbomb
El Jägerbomb (pronunciación inglesa /ˈjeɪɡərˌbɒm/, usualmente en castellano /'jageɾˌbom(b)/) o Red Bull Blaster es un cóctel o chupito hecho con el licor de hierbas alemán Jägermeister y la bebida energizante austríaca Red Bull. Erróneamente se suele escribir con doble g. 
Tiene una forma tradicional de servirse, que es vertiendo el Jägermeister en un vaso de chupito, el Red Bull en un vaso de rocas y colocando el vaso pequeño dentro del grande. También es tradicional servir una ronda de Jägerbombs formando un Jägertren, es decir, disponiendo los vasos en hilera y haciendo caer los vasos de chupito adentro de los vasos grandes en un «efecto dominó».
También se sirve en vaso de tubo, en proporciones 4:6, o bien como chupito a partes iguales.

## Preparación
Al pedir un Jägerbomb es común que se sirva directamente la lata de Red Bull (o una bebida energética equivalente), junto con un vaso mediano tipo pinta y por separado se acompaña de Jägermeister en un vaso de chupito. El vaso de Jägermeister se deja caer en el Red Bull.

### Jägertren
Un tren Jäger o Jägertren es un método performativo para preparar múltiples Jägerbombs. Se alinean vasos con Red Bull y se coloca un vaso vacío en uno de los extremos. Los vasos de chupito de Jägermeister se equilibran encima de los vasos de Red Bull a modo de torre. Se empuja el primer vaso de chupito (que está en el extremo del vaso vacío); cae en el Red Bull en el siguiente vaso y, si los vasos están colocados correctamente, derribará simultáneamente el siguiente vaso de chupito, por lo que se creará un efecto dominó, haciendo que cada vaso de Jägermeister caiga en el siguiente vaso de Red Bull. Con el fin de que el truco funcione correctamente, es recomendable usar vasos de chupito que sean lo suficientemente altos (tipo tequilero), para que al caer, choque contra el siguiente chupito. El tren se puede colocar de manera que se de un Jäger-anillo que se completa a sí mismo.

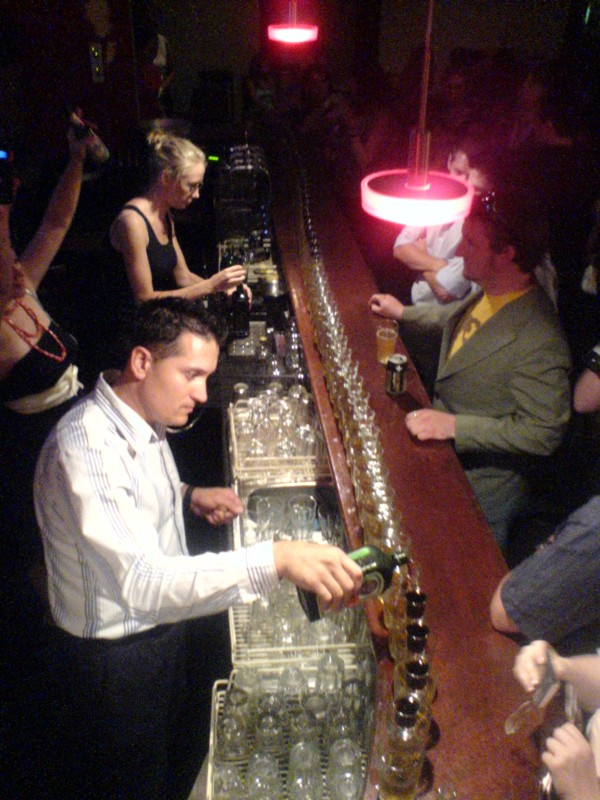
Un Jägertren de 50 «bombas».
Esquema sobre el funcionamiento de un Jägertren.

## Variantes
A partir del Jägerbomb fueron surgiendo otros cócteles tipo bomb (es decir, que dejan caer el vaso de chupito dentro del vaso de pinta). Los más populares son:
- Irish Car Bomb, dejando caer un chupito de whisky y/o crema irlandesa tipo Baileys en un vaso de cerveza negra tipo Stout.
- Sake Bomb, dejando caer un chupito de sake en un vaso de cerveza.
- Skittle Bomb o Retro bomb,  dejando caer un chupito de Cointreau en un vaso de Red Bull.
- Rev-Bomb, dejando caer un chupito de Jägermeister en un vaso de Rev (un alcopop canadiense de vodka y guaraná)